# Dwergslangen
Dwergslangen (Eirenis) zijn een geslacht van slangen uit de familie toornslangachtigen (Colubridae) en de onderfamilie Colubrinae.

## Naam en indeling
De wetenschappelijke naam van de groep werd voor het eerst voorgesteld door Giorgio Jan in 1863. Veel soorten behoorden eerder tot andere geslachten, zoals Contia, Calamaria en Homalosoma.
Er zijn 21 verschillende soorten bekend, inclusief de pas in 2019 wetenschappelijk beschreven soort Eirenis yassujicus. Alle soorten komen voor in delen van zuidoostelijk Europa en het Arabisch Schiereiland.

## Uiterlijke kenmerken
Dwergslangen danken hun naam de geringe lichaamsgrootte, veel soorten bereiken een totale lichaamslengte van niet meer dan veertig tot vijftig centimeter.

## Levenswijze
Alle soorten zijn bodembewoners die weinig klimmen. Ze maken voornamelijk kleine prooidieren buit zoals insecten.

## Verspreiding en habitat
De slangen komen voor in delen van westelijk Azië, oostelijk Europa en het Midden-Oosten en leven in de landen Armenië, Azerbeidzjan, Bulgarije, Djibouti, Eritrea, Ethiopië, Georgië, Irak, Iran, Israël, Jordanië, Libanon, Rusland, Soedan, Syrië, Turkmenistan en Turkije.
De habitat bestaat uit droge tropische en subtropisch scrubland, rotsige omgevingen en weilanden.

## Beschermingsstatus
Door de internationale natuurbeschermingsorganisatie IUCN is aan zestien soorten een beschermingsstatus toegewezen. Veertien soorten worden gezien als 'veilig' (Least Concern of LC) en twee soorten als 'onzeker' (Data Deficient of DD).

### Soorten
Het geslacht omvat de volgende soorten, met de auteur en het verspreidingsgebied.
| Naam                                  | Auteur                                                                                        | Verspreidingsgebied                                                                     |
| ------------------------------------- | --------------------------------------------------------------------------------------------- | --------------------------------------------------------------------------------------- |
| Eirenis africanus                     | Boulenger, 1914                                                                               | Soedan, Eritrea, Ethiopië, Djibouti                                                     |
| Eirenis aurolineatus                  | Venzmer, 1919                                                                                 | Turkije                                                                                 |
| Eirenis barani                        | Schmidtler, 1988                                                                              | Turkije, Syrië                                                                          |
| Halsbanddwergslang (Eirenis collaris) | Ménétries, 1832                                                                               | Bulgarije, Turkije, Irak, Iran, Rusland, Libanon, Georgië, Armenië, Azerbeidzjan        |
| Eirenis coronella                     | Schlegel, 1837                                                                                | Turkije, Jordanië, Syria, Egypte, Irak, Iran, Saoedi-Arabië, Israël                     |
| Eirenis coronelloides                 | Jan, 1862                                                                                     | Irak, Jordanië, Syrië, Turkije                                                          |
| Eirenis decemlineatus                 | Duméril, Bibron & Duméril, 1854                                                               | Turkije, Israël, Libanon, Syrië, Jordanië, Irak, mogelijk in Iran                       |
| Eirenis eiselti                       | Schmidtler & Schmidtler, 1978                                                                 | Turkije, Syrië                                                                          |
| Eirenis hakkariensis                  | Schmidtler & Eiselt, 1991                                                                     | Turkije                                                                                 |
| Eirenis kermanensis                   | Rajabizadeh, Schmidtler, Orlov & Soleimani, 2012                                              | Iran                                                                                    |
| Eirenis levantinus                    | Schmidtler, 1993                                                                              | Turkije, Syrië, Libanon, Israël                                                         |
| Eirenis lineomaculatus                | Schmidt, 1939                                                                                 | Turkije, Syrië, Libanon, Israël, Jordanië                                               |
| Eirenis medus                         | Chernov, 1940                                                                                 | Turkmenistan, Iran                                                                      |
| Maskerdwergslang (Eirenis modestus)   | Martin, 1838                                                                                  | Turkije, Griekenland, Rusland, Armenië, Georgië, Azerbeidzjan, mogelijk in Irak en Iran |
| Eirenis occidentalis                  | Rajabizadeh, Nagy, Adriaens, Avci, Masroor, Schmidtler, Nazarov, Esmaeili & Christiaens, 2015 | Turkije, Iran                                                                           |
| Eirenis persicus                      | Anderson, 1872                                                                                | Turkije, Turkmenistan, Iran, Irak, Pakistan, Afghanistan, Armenië                       |
| Eirenis punctatolineatus              | Boettger, 1892                                                                                | Rusland, Armenië, Azerbeidzjan, Turkije, Iran, Irak                                     |
| Eirenis rechingeri                    | Eiselt, 1971                                                                                  | Iran                                                                                    |
| Eirenis rothii                        | Jan, 1863                                                                                     | Israël, Turkije, Syrië, Libanon, Jordanië                                               |
| Eirenis thospitis                     | Schmidtler & Lanza, 1990                                                                      | Turkije                                                                                 |
| Eirenis yassujicus                    | Fathinia, Rastegar-pouyani & Shafaeipour, 2019                                                | Iran                                                                                    |